# NGC 6602
NGC 6602 est une galaxie spirale intermédiaire (barrée ?) située dans la constellation d'Hercule. Sa vitesse par rapport au fond diffus cosmologique est de 2 930 ± 8 km/s, ce qui correspond à une distance de Hubble de 43,2 ± 3,0 Mpc (∼141 millions d'al). NGC 6602 a été découverte par l'astronome français Guillaume Bigourdan en 1886.
NGC 6602 présente une large raie HI.